# IV. Lajos pfalzi választófejedelem
IV. (Szelíd) Lajos (Heidelberg, 1424. január 1. – Worms, 1449. augusztus 13.) pfalzi választófejedelem 1436-tól haláláig.

## Élete
III. Lajos választó fiaként született, de kiskorúsága miatt csak 1442-ben vehette kezébe a kormányzást. Nagy buzgalommal védte a bázeli zsinatot, és az ott megválasztott V. Félix ellenpápát. (Félix leánya, Margit Lajos felesége volt.) Védelmezte Elzász tartományt, és győzelmet aratott az armagnacok fölött Illkirch mellett.
Lajos 25 éves korában hunyt el, utóda fia, I. Fülöp lett.

## Lásd még
- Pfalz uralkodóinak listája

| Előző uralkodó: III. Lajos | Rajnai palotagróf 1436 – 1449 | Következő uralkodó: I. Fülöp |